# 文素勤
文素勤（1867年2月12日—1919年10月5日），小名七妹（其美），湖南省长沙府湘乡县（今湖南省湘乡市）人，毛贻昌的妻子，毛泽东的母亲。

## 生平
1867年2月12日（清同治六年正月初八），她出生在湖南省长沙府湘乡县鳯音四都太平坳唐家坨（今湘乡市大坪鄉大坪村）:15。中等身材，圓臉龐，寬前額，是維繫家庭最重要的人物；勤勞儉樸，賢能厚道；性情溫和，寬厚待人:15。
父亲文芝仪，母亲贺老太太。根据其子毛泽民填写的《履历表》显示，她的本名是文素勤，而非文七妹（文其美）。她的母亲贺老太太生育两子三女，长子文玉瑞，次子文玉钦，大女嫁给钟家，二女嫁给王家，么女七妹嫁给韶山土地冲毛家毛贻昌。
1919年，文素勤因为淋巴腺炎来到长沙治疗，居住在长沙河西刘家台子蔡和森的家里，10月5日，因为病情发作，文素勤逝世。

## 家庭

### 祖父母
- 文作霖（1797－1824）
- 文贺氏（1794－1882）

### 父母
- 文绵熏（1821－1888）
- 文贺氏（1826－1909）

### 兄弟姐妹
- 文正兴，毛泽东称七舅
- 文正莹，字玉联，号玉钦，毛泽东称八舅，是毛泽东的启蒙老师之一
- 文正材，幼年夭折
- 文氏，嫁给钟氏
- 文六妹，嫁王文生，王季范之母

### 子女
- 大儿子：早夭
- 二儿子：早夭
- 三儿子：毛泽东
- 四儿子：毛泽民
- 五儿子：毛泽覃
- 大女儿：早夭
- 二女儿：早夭
- 养女：毛泽建